# Isidre Gavín i Valls
Isidre Gavín i Valls (Barcelona, 23 de febrer de 1963) és un polític català, president de la Diputació de Lleida entre 2003 i 2007.

## Biografia
Tot i nàixer a Barcelona, es traslladà a viure a Lleida als 17 anys, on cursà Enginyeria Tècnica Agrícola. El 1981 s'afilià a la Joventut Nacionalista de Catalunya i ingressà posteriorment a Convergència Democràtica de Catalunya, on va ser membre del comitè executiu nacional i president de la Federació de Lleida des de 2003.
Fou diputat al Parlament de Catalunya des de 1984 fins a 1999. Gavín fou el candidat de Convergència i Unió a la Paeria de Lleida a les eleccions municipals de 2003 i 2007, quedant segon en ambdós comicis. El 2010, va impulsar una moció a la Paeria de Lleida sol·licitant la prohibició de l'ús del burca i el nicab a la ciutat. Lleida va esdevenir la primera ciutat de l'Estat espanyol en regular aquesta vestimenta.
El 2011 fou nomenat director general de l'empresa pública Centrals i Infraestructures per a la Mobilitat i les Activitats Logístiques. El juliol de 2018 fou nomenat secretari d'Infraestructures i Mobilitat de la Generalitat de Catalunya, substituint Ricard Font, càrrec que ocupà fins al 2022.